# 움바르
움바르(Umbar)는 가운데땅에 등장하는 지역이다. 지명의 뜻은 '운명'이다.
누메노르, 곤도르 왕국의 지역이며, 하라드와 오랜 세월 지배권을 두고 분쟁한 곳이다.
본래 누메노르 왕국이 가운데땅으로 진출하기 위한 목적으로 세웠고 아르파라존이 태양의 2시대 때 사우론을 제압하기 위해 상륙한 곳이기도 하다.
곤도르가 쇠퇴하던 《반지의 제왕》시점에서는 적들의 영역으로 편입되어 있었다.